# Lista de anfíbios de Portugal
A lista de anfíbios de Portugal inclui todas as espécies de rãs, sapos, salamandras e tritões existentes em Portugal. A lista inclui 22 espécies e está organizada por ordem e família. A Península Ibérica é uma zona de elevado número de espécies endémicas, incluindo várias espécies de anfíbios. Isto deve-se a que, durante a última glaciação, várias espécies se refugiaram nas penínsulas do sul da Europa. São endémicas da Península Ibérica: a salamandra-lusitânica, o tritão-ibérico, o sapo-parteiro-ibérico, a rã-de-focinho-pontiagudo e a rã-ibérica.
Em relação à conservação ambiental, os anfíbios estão menos ameaçados que os répteis, em Portugal, sendo que duas espécies são consideradas vulneráveis, uma quase ameaçada e treze pouco preocupantes. No entanto, as populações de anfíbios em todo o mundo estão a sofrer um acentuado declínio devido principalmente à perda de habitat, doenças, e mudanças climáticas. Em Portugal, foi detectado no Gerês que várias espécies de tritões e rãs estavam infectadas com uma espécie desconhecida de vírus.
| Nome Comum (Nome científico)                                 | Distribuição | Informações | Estado de conservação                          | Foto                               |
| ------------------------------------------------------------ | ------------ | --- | ---------------------------------------------- | ---------------------------------- |
| Ordem Caudata - Família Salamandridae Goldfuss, 1820         |              | |                                                |                                    |
| Salamandra-de-fogo (Salamandra salamandra)                   |              | Caracteriza-se pelas presença de pintas amarelas pelo corpo todo. Espécie bastante comum. Costuma encontrar-se em noites húmidas a atravessar estradas, durante a sua migração. | Pouco preocupante                              | Salamandra-de-fogo                 |
| Salamandra-lusitânica (Chioglossa lusitanica)                |              | Distingue-se de todas as outras espécies de salamandra portuguesas pelo tamanho da sua cauda, que ultrapassa o tamanho do resto do corpo. Esta espécie endémica da Península Ibérica é o símbolo da área protegida do Parque das Serras do Porto. | Quase ameaçada / Vulnerável em Portugal        | Salamandra-lusitânica              |
| Salamandra-de-costelas-salientes (Pleurodeles waltl)         |              | Espécie de grande tamanho, sendo a maior da Europa. Como defesa contra predadores, as costelas tem pontas afiadas que saem por perfurações na pele. | Quase ameaçada                                 | Salamandra-de-costelas-salientes   |
| Tritão-ibérico (Lissotriton boscai)                          |              | Tritão de pequeno tamanho. Pode ser confundido com o tritão-palmado, embora tenha o ventre laranja, e o tritão-palmado tenha a barriga amarela. | Pouco preocupante                              | Tritão-ibérico                     |
| Tritão-ibérico-meridional (Lissotriton maltzani)             |              | Recentemente distinguido, com base em análises genéticas do Tritão-ibérico. Morfologicamente indistinguível. | Pouco preocupante                              | Tritão-ibérico-meridional          |
| Tritão-palmado (Lissotriton helveticus)                      |              | Deriva o seu nome das membranas interdigitais que possui nas patas posteriores. Em Portugal, existe apenas a subespécie T. h. alonsoi e distribui-se a Norte do rio Vouga. | Pouco preocupante / Vulnerável em Portugal     | Tritão-palmado                     |
| Tritão-marmoreado (Triturus marmoratus)                      |              | Espécie de meio porte. Surge apenas a Norte do Rio Tejo. Tem um padrão corporal de vários tons de verde. Os machos podem apresentar uma pequena crista dorsal durante a época de reprodução. | Pouco preocupante                              | Tritão-marmoreado                  |
| Tritão-marmoreado-pigmeu (Triturus pygmaeus)                 |              | Anteriormente considerada subespécie do tritão-marmoreado, distingue-se deste pelo seu menor tamanho e um padrão de cores diferente. | Quase ameaçada                                 | Tritão-marmoreado-pigmeu           |
| Triturus rudolfi                                             |              | Proposta como espécie em 2024 como divisão do Tritão-pigmeu, abrangendo o território costeiro desde o Estuário do Rio Vouga até Lisboa. | Espécie não avaliada                           | Triturus rudolfi                   |
| Tritão-de-crista-italiano (Triturus carnifex)                |              | Exótica: Embora esta espécie seja endémica das Penínsulas itálica e balcânica, foi introduzida recentemente nos Açores. | Pouco preocupante                              | Tritão-de-crista-italiano          |
| Ordem Anura - Família Discoglossidae Günther, 1858           |              | |                                                |                                    |
| Sapo-parteiro-ibérico (Alytes cisternasii)                   |              | Os machos desta espécie transportam os ovos nas costas. Distingue-se do sapo-parteiro-comum pelo chamamento. Existe principalmente a Sul do Tejo e no interior do país perto perto da fronteira com Espanha. Este espécie é mais um endemismo da Península Ibérica. | Pouco preocupante                              | Sapo-parteiro-ibérico              |
| Sapo-parteiro-comum (Alytes obstetricans)                    |              | Tal como o sapo-parteiro-ibérico, são os machos que cuidam dos ovos, transportando-os nas costas. Esta espécie existe por toda a Europa ocidental, mas a sua distribuição é fragmentada em Portugal, onde existe apenas a norte do rio Tejo e na Serra de São Mamede. | Pouco preocupante                              | Sapo-parteiro-comum                |
| Rã-de-focinho-pontiagudo (Discoglossus galganoi)             |              | Embora da mesma família que os sapos-parteiros, a sua pele é bastante mais lisa. | Pouco preocupante / Quase ameaçado em Portugal | Rã-de-focinho-pontiagudo           |
| Ordem Anura - Família Pelobatidae Bonaparte, 1850            |              | |                                                |                                    |
| Sapo-de-unha-negra (Pelobates cultripes)                     |              | Os adultos desta espécie possuem duas calosidades nas patas anteriores, que os ajudam a cavar um buraco na terra, onde se escondem durante o dia. Os girinos desta espécie são fáceis de identificar devido ao seu grande tamanho, comparado com outras espécies. | Vulnerável                                     | Sapo-de-unha-negra                 |
| Ordem Anura - Família Pelodytidae Bonaparte, 1850            |              | |                                                |                                    |
| Sapinho-de-verrugas-verdes-lusitânico (Pelodytes atlanticus) |              | Trata-se de uma espécie descrita recentemente, em 2017, sendo encontrada próxima ao litoral. Endémica de Portugal. | Pouco preocupante                              |                                    |
| Sapinho-de-verrugas-verdes (Pelodytes punctatus)             |              | Animais muito pequenos, atingindo em adultos apenas 4,5 cm. Apresentam verrugas alongadas nas costas, muitas vezes em filas ao longo do corpo. | Pouco preocupante                              | Sapinho-de-verrugas-verdes         |
| Sapinho-de-verrugas-verdes-ibérico (Pelodytes ibericus)      |              | Espécie recentemente descrita. Anteriormente julgava-se que fazia parte da espécie Pelodytes puntactus. | Pouco preocupante                              | Sapinho-de-verrugas-verdes-ibérico |
| Ordem Anura - Família Bufonidae Gray, 1825                   |              | |                                                |                                    |
| Sapo-comum (Bufo spinosus)                                   |              | Anteriormente considerado parte da espécie Bufo bufo, as populações do Norte de África, Península Ibérica e partes de França são agora consideradas uma espécie independente. Os adultos passam a maior parte do ano em terra. Durante a migração para os locais de reprodução, muitos animais desta espécie são atropelados nas estradas. Em alguns locais, são feitos túneis debaixo de estradas nos corredores de migração, para limitar a quantidade de mortes. | Não avaliada                                   | Sapo-comum                         |
| Sapo-corredor (Epidalea calamita)                            |              | Mais pequeno que o sapo-comum. As suas patas posteriores são grandes, o que lhas dá uma forma estranha de andar. Distingue-se do sapo-comum por uma risca amarela ao longo da coluna. | Pouco preocupante                              | Sapo-corredor                      |
| Ordem Anura - Família Hylidae Rafinesque, 1815               |              | |                                                |                                    |
| Rã-arborícola-europeia (Hyla arborea)                        |              | Muitas vezes vistas penduradas em caniço ou outro tipo de vegetação. Como começam a coaxar quando se aproxima chuva, era usada antigamente como barómetro. | Pouco preocupante                              | Rã-arborícola-europeia             |
| Rela-meridional (Hyla meridionalis)                          |              | Ligeiramente menor que a rã-arborícola-europeia. A risca lateral preta estende-se apenas até às patas anteriores. | Pouco preocupante                              | Rela-meridional                    |
| Ordem Anura - Família Ranidae Rafinesque, 1814               |              | |                                                |                                    |
| Rã-ibérica (Rana iberica)                                    |              | Endémica do Noroeste da Península Ibérica. Em Portugal, encontra-se maioritariamente a Norte do rio Tejo, embora haja uma população isolada na Serra de São Mamede. | Vulnerável                                     | Rã-ibérica                         |
| Rã-verde (Pelophylax perezi)                                 |              | Espécie muito comum em todo o território português. Foi introduzida tanto na Madeira como nos Açores. | Pouco preocupante                              | Rã-verde                           |
| Ordem Anura - Família Pipidae Rafinesque, 1815               |              | |                                                |                                    |
| Rã-de-unhas-africana (Xenopus laevis)                        |              | Exótica: Natural de África, a rã-de-unhas-africana foi já detectada em vários países fora da sua área de origem, incluindo Portugal. É um organismo modelo no campo da embriologia, biologia molecular e fisiologia e é também bastante utilizado por terrariofilistas. | Espécie invasora                               |                                    |